# Comuna Popovo, Tărgoviște
Popovo (în bulgară Попово) este o comună în regiunea Tărgoviște, Bulgaria, formată din orașul Popovo și 34 de sate. 

## Localități componente

### Orașe
- Popovo

### Sate
| - Aprilovo - Baba Tonka - Berkovski - Braknița - Doleț - Dolna Kabda - Drinovo - Elenovo - Gagovo - Gloghinka - Gorița - Ivancea | - Kardam - Konak - Kovaceveț - Kozița - Lomți - Manastirița - Marcino - Medovina - Osikovo - Palamarța - Pomoștița | - Posabina - Sadina - Slaveanovo - Svetlen - Trăstika - Vodița - Zahari Stoianovo - Zaraevo - Zavetno - Zvezda - Țar Asen |

## Demografie
Componența etnică a comunei Popovo
     Romi (3,33%)
     Turci (15,83%)
     Bulgari (64,39%)
     Nicio identificare (15,89%)
     Altele (0,53%)
La recensământul din 2011, populația comunei Popovo era de 28.775 locuitori. Din punct de vedere etnic, majoritatea locuitorilor (64,39%) erau bulgari, existând și minorități de turci (15,83%) și romi (3,33%). Pentru 15,89% din locuitori nu este cunoscută apartenența etnică.